# 跳動

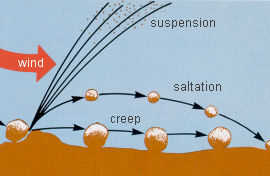
風による運搬形式の比較

跳動（英語: saltation）は運搬作用の一形式である。躍動・跳躍とも呼ばれる:169。
流速がある一定の速度になると、流体中にある砕屑物にかかる揚力が砕屑物を持ち上げて動かすに十分となる。持ち上げられた砕屑物は弾道を取りながら移動する。また十分に加速が行われた場合着地した際、異なる砕屑物を跳動させ、このプロセスを伝播させる。